# Abitur
L'Abitur (dal latino abire, andare via) è un titolo di studio conferito in Germania e Finlandia al termine della scuola secondaria. Il percorso di studi dura 13 anni, a seconda del land tedesco può durare solo 12 anni, e culmina con quello che in Italia corrisponde all'esame di maturità. Il titolo consente l'accesso agli studi universitari.
In Germania la definizione ufficiale è Zeugnis der allgemeinen Hochschulreife («attestato di qualifica generale per l'ingresso all'università»), spesso viene comunemente utilizzato anche il termine Abiturzeugnis.
Data la struttura federale della Germania, le prove sono diverse nei vari Land; il titolo è valido in tutta la Germania.